# Транспозиција (музика)
Реч транспозиција (фр. и енгл. transposition) потиче из латинског језика и значи премештање. 
У музици транспозиција значи преношење одређеног нотног текста у другу тонску висину, вишу или нижу од написане, односно из написаног тоналитета у одговарајући.
Нотни текст се може транспоновати писмено, али је у пракси потребно да извођач може транспоновати и директно свирајући одређену деоницу у новом тоналитету.
Ова увежбаност транспоновања је (као и читање с листа) нарочито потребна оркестарским музичарима, рецимо кларинетистима, јер они обично свирају на кларинету in B♭ (Clarinetto in Si♭), а деоница неке композиције може бити писана за кларинет in C (Clarinetto in Do) или in A (Clarinetto in A).